# Jacob Adriaensz Backer
Jacob Adriaensz Backer (Harlingen, 1608 — Amsterdã, 17 de agosto de 1651) foi um pintor neerlandês, pertencente ao período conhecido como Século de Ouro dos Países Baixos.

## Obras selecionadas
- Portrait of a Woman (Saskia van Uylenburgh?), c. 1633, Museu Nacional, Varsóvia
- Granida and Daifilo, c. 1635, Museu Hermitage, São Petersburgo
- Portrait of a Young Woman, c. 1638, Museu de Arte do Condado de Los Angeles, Los Angeles
- Courtesan, 1640, Museu Nacional de Arte Antiga, Lisboa
- Crowning of Mirtillo, 1641, Museu Nacional Brukenthal, Sibiu, Romênia
- Company of Cornelis de Graeff, 1642, Rijksmuseum, Amsterdã
- Diana With Her Nymphs, 1649, Museu Hermitage, São Petersburgo
- Portrait of A Lady, Museu de Arte Nelson-Atkins, Kansas City
- The Angel Appearing to the Centurion Cornelius, c. 1630, Museu de Arte Eskenazi, Bloomington
- Portrait of Young Women, Regional Gallery of Liberec, Chéquia